# Charlotte Wüstendörfer
Charlotte Wüstendörfer (* 11. Juli 1892 in  Königsberg i. Pr.; † 27. August 1945 in Stralsund) war eine Königsberger Schriftstellerin.

## Leben
Charlotte Wüstendörfer war das einzige Kind eines Fotografen und Malers. Wegen eines frühen Augenleidens übernahm sie Schreibmaschinenarbeiten, über die sie selbst zum Schreiben fand. Zeitungen, Rundfunk, Reisen und Schulbesuche machten sie als „Märchentante“ bekannt. Als Heimatdichterin schrieb sie meist in  samländischem Platt. Nach der Flucht aus Ostpreußen starb sie mit 53 Jahren im Flüchtlingslager am Moorteich in Stralsund. Ihr bekanntestes Werk ist die prussische Erzählung »Patulne und Turune«. Beim Quellenstudium halfen ihr Walter Ziesemer und Wilhelm Gaerte. Ahnungsvoll war im Rückblick ihre Ballade »Der Wächter von Szillen« (1913). Sie antizipierte Krieg, Untergang und Vertreibung. Martin Borrmann verehrte sie und sicherte ihren Nachlass.

## Werke
- Märchen mit Bildern von Margarete Wessel. Königsberg 1924
- Patulne und Turune. Eine Erzählung aus altpreussischer Vorzeit. Königsberg 1930,  GoogleBooks
- Im siebenten Himmel. Königsberg 1934
- Rutsch ins Märchenland. Königsberg 1934